# Cardiomya abyssicola
Cardiomya abyssicola är en musselart som först beskrevs av Addison Emery Verrill och Katharine Jeanette Bush 1898.  Cardiomya abyssicola ingår i släktet Cardiomya och familjen Cuspidariidae. Inga underarter finns listade i Catalogue of Life.